# Avenue Baron Albert d'Huart
L'avenue Baron Albert d'Huart (en néerlandais : Baron Albert d'Huartlaan) est une avenue bruxelloise et flamande, située sur les communes de Woluwé-Saint-Pierre et de Kraainem. Elle va de la place Dumon aux Quatre Bras de Tervuren sur une longueur totale de 2 400 mètres. 

## Historique et description
Le nom de l'avenue vient du baron Albert d'Huart né à Bruxelles le 22 mars 1867 et mort à Achêne le 3 novembre 1937), dont la famille possédait de nombreux terrains dans la Forêt de Soignes. Le baron Albert d'Huart était avocat et homme politique. La voie porte ce nom depuis son ouverture en 1927.
L'avenue d'Huart compte plusieurs commerces à proximité immédiate de la place Dumon, dans le quartier de Stockel. Le reste de l'avenue est principalement résidentiel, avec toutefois la présence d'un parc (dit Parcours Santé) et de l'église Saint-Dominique de Kraainem, construite en 1965 par l'architecte André Millis. 

## Inventaire régional des biens remarquables
- Eglise Saint-Dominique (Kraainem), construite en 1965.